# ولیعهد هیوجانگ
ولیعهد هیوجانگ (کره‌ای: 효장세자; هانجا: 孝章世子; ۴ آوریل ۱۷۱۹ – ۱۶ دسامبر ۱۷۲۸) با نام شخصی یی هِنگ (کره‌ای: 이행; هانجا: 李緈)، اولین پسر پادشاه یونگ‌جو چوسان و معشوقه‌اش، همسر نجیب سلطنتی جونگ بین یی، بود. در سال ۱۷۶۲، سی و چهار سال پس از مرگش به عنوان پدرخوانده برای برادرزاده‌اش یی سان، در آینده پادشاه جونگ‌جو چوسان تعیین شد.